# FC Caracas
Caracas Fútbol Club oder einfach Caracas ist ein venezolanischer Fußballverein aus der Hauptstadt Caracas. Der Verein ist mit elf Meistertiteln Rekordmeister Venezuelas. Aktuell spielt Caracas in der Primera División, der höchsten Liga in Venezuela.
Den Spitznamen Los Rojos del Avila (Die Roten vom Ávila) verdanken sie ihren roten Trikots und dem Cerro de Ávila, dem höchsten Berg in Caracas.

## Geschichte
Bis in die 1980er Jahre spielte die Mannschaft, damals unter dem Namen Yamaha, bei diversen Amateurmeisterschaften mit. Nachdem der Verein sich 1984 in Caracas-Yamaha umbenannt hatte, erreichte er die Aufnahme in die zweite Liga Venezuelas. Überraschenderweise stieg die Mannschaft 1985 sofort in die erste Liga auf, in der sie seither spielt. Der Club wurde nun in Caracas Fútbol Club umbenannt.
1986 teilte Yamaha seine Anteile am Klub mit Radio Caracas Televisión (einem privaten Fernsehsender in Caracas). 1988 gewann der FC Caracas den venezolanischen Vereinspokal.
Radio Caracas Televisión trennte sich 1989 von seinen Anteilen am FC Caracas. Der Klub geriet daraufhin in eine Finanzkrise. Guillermo Valentiner, ein deutschstämmiger Pharmazieunternehmer (Vargas S.A.) und Präsident der Organización Deportiva Cocodrilos, kaufte in der Folge am 4. Oktober 1989 den FC Caracas. Cocodrilos de Caracas ist einer der erfolgreichsten Basketballclubs des Landes. Seither entwickelte sich auch die Fußballmannschaft des FC Caracas zu einer der erfolgreichsten des Landes. Nach Deutschlands Erfolg bei der Fußball-Weltmeisterschaft 1990 entwickelte der neue Klub-Vorsitzende 1991 den Plan, seinen Verein mit deutschen Spielern zum Erfolg zu führen und verpflichtete ehemals unter anderem in der DDR-Oberliga aktive Spieler sowie den Bundesliga-Stürmer Günter Thiele. Bereits in der Saison 1991/92 wurde der FC Caracas dann unter anderem dank der Tore Andreas Voglers venezolanischer Meister. Thiele und die weiteren Deutschen Olaf Seier und André Hennig konnten sich jedoch nicht durchsetzen.
Der Verein spielte bis 2005 im Brígido-Iriarte-Stadion. Seitdem verfügt er über ein eigenes Stadion, den Cocodrilos Sports Park.

## Das Stadion
Der FC Caracas trägt seine Heimspiele im Cocodrilos Sports Park aus, der 15.000 Zuschauern Platz bietet. Gespielt wird auf Kunstrasen. Das Stadion wurde am 20. Juli 2005 eingeweiht.

## Erfolge
Primera División
- Meister: 1992, 1994, 1995, 1997, 2001, 2003, 2004, 2006, 2007, 2009, 2010, 2019

Venezuelas Pokal
- Sieger: 1987, 1993, 1994, 2009, 2013

República Bolivariana de Venezuela-Pokal
- Sieger: 2000

Aufgrund der Erfolge auf nationaler Ebene nahm der FC Caracas mehrfach an der Copa Libertadores sowie an Copa Conmebol und Copa Merconorte teil. Das beste Ergebnis in der Copa Libertadores war das Erreichen des Viertelfinales im Jahr 2009, wo man gegen Grêmio Porto Alegre durch ein Auswärtstor verlor (1:1, 0:0).

## Trainer ab 1994
- Pedro Febles
- Carlos Horacio Moreno
- Manuel Plasencia
- Noel Sanvicente

## Bekannte Spieler ab 1992
- Juan Arango
- Cesár Baena
- Ceferino Bencomo
- Héctor Pablo Bidoglio
- Gerson Díaz
- André Hennig, vormals Torwart bei Stahl Brandenburg[2]
- Saúl Maldonado
- Luis Mendoza
- Gabriel Miranda
- Paúl Ramírez
- José Manuel Rey
- Héctor Rivas
- Stalin Rivas
- Jorge Rojas
- Andrés Rouga
- Ibrahim Salizu
- Noel Sanvicente
- Olaf Seier
- Luis Manuel Seijas
- Günter Thiele
- Gabriel Urdaneta
- Ronald Vargas
- Rafael Mea Vitalli
- Andreas Vogler

## Fanclubs
Einige den bekannten Fanclubs von Caracas FC sind: „Barra del Caracas“, „Los Demonios Rojos“ (Die Roten Teufel), „Legión Roja“ (Roten Legion), „Zona Hincha“ (Fanszone).

## Andere Abteilungen

### Fußballmannschaften (Männer)
Außer der Erstligamannschaft hat Caracas FC eine Zweitligamannschaft (Caracas F.C. „B“) und Juniorenmannschaften (U20-Mannschaft und U17-Mannschaft).

### Frauenfußball
Caracas FC hat eine Frauenfußballabteilung, die in der venezolanischen Liga spielt. Die Mannschaft gewann in ihrer Geschichte viermal die Meisterschaft der Liga Nacional Femenina.

### Basketball
Außerdem hat Caracas eine Basketballabteilung unter dem Namen „Cocodrilos de Caracas“ (Krokodile aus Caracas).